# Eta1 Coronae Australis
Título a ser usado para criar uma ligação interna é Eta1 Coronae Australis.
Eta1 Coronae Australis (25 Coronae Australis) é uma estrela na direção da constelação de Corona Australis. Possui uma ascensão reta de 18h 48m 50.47s e uma declinação de −43° 40′ 48.0″. Sua magnitude aparente é igual a 5.46. Considerando sua distância de 347 anos-luz em relação à Terra, sua magnitude absoluta é igual a 0.33. Pertence à classe espectral A2Vn.